# Grosse Brücke
Die Grosse Brücke (frz. Grand-Pont), fertiggestellt im Jahr 1844, ist – neben der Bessières-Brücke und der Chauderon-Brücke – eine der drei grossen Brücken in Lausanne. Sie befindet sich im Stadtteil Centre und überquert das Quartier Le Flon.

## Geschichte/Architektur
Die Brücke wurde architektonisch geplant und unter der Aufsicht von Kantonsingenieur Adrien Pichard zwischen 1839 und 1844 erbaut. Sie gilt, zusammen mit dem Tunnel de la Barre, als Schlüsselelement der Waadtländer Hauptstadt im neuen urbanen Jahrzehnt.
Ursprünglich war die Brücke 180 Meter lang und 25 Meter hoch. Nach einer Cholera-Epidemie im Jahr 1832 und aufgrund der zunehmenden Urbanisierung der Stadt wurde der Flon ab 1836 in seinem Lausanner Abschnitt schrittweise kanalisiert und dann unterirdisch fortgeführt. So wurde in den Jahren 1874–1876 das Flon-Tal bis zur zweiten Bogenreihe der Brücke mit Abraum gefüllt, der beim Bau einer Standseilbahn nach Ouchy anfiel. Die Höhe der Grossen Brücke reduzierte sich dadurch von 25 auf 13 m, was eine monumentale Veränderung des Stadtbildes hervorrief. Die Länge beträgt heute 175 Meter, die Breite 15 Meter.
Da die Grosse Brücke saniert werden musste, wurde sie direkt nach den Feiertagen zum Jahreswechsel 2021/2022 für den Verkehr gesperrt. Die Arbeiten werden voraussichtlich  ein knappes Jahr dauern. Die Transports publics de la région lausannoise haben ein Sondernetz für die Dauer der Bauarbeiten eingerichtet. Für die Überquerung zu Fuss und mit dem Fahrrad wird parallel zur Brücke eine Fussgängerbrücke errichtet. Für die Zukunft ist geplant, regelmässig alle fünf Jahre grössere Wartungsarbeiten an der Brücke durchzuführen.